# Мориджерати
Мориджерати (итал. Morigerati) — коммуна в Италии, располагается в регионе Кампания, в провинции Салерно.
Население составляет 780 человек (2008 г.), плотность населения составляет 37 чел./км². Занимает площадь 21 км². Почтовый индекс — 84030. Телефонный код — 0974.
Покровителем коммуны почитается святой Димитрий Солунский, празднование 26 августа.

## Демография
Динамика населения:

## Администрация коммуны
- Официальный сайт: https://archive.today/20120301042154/http://morigerati.asmenet.it/